# Cristian (calciatore 1999)
Cristian Daniel Dal Bello Fagundes, noto semplicemente come Cristian (Pelotas, 13 dicembre 1999), è un calciatore brasiliano, attaccante dell'Al-Bidda.

## Carriera
Cresciuto nel settore giovanile del Brasil de Pelotas, debutta in prima squadra il 23 luglio 2019 in occasione dell'incontro di Série B pareggiato 0-0 contro lo Sport Recife.
Nel 2021 si trasferisce in Europa, firmando con lo Zorja.

## Statistiche
Statistiche aggiornate al 18 ottobre 2021.

### Presenze e reti nei club
| Stagione        | Squadra           | Campionato      | Campionato | Campionato | Coppe nazionali | Coppe nazionali | Coppe nazionali | Coppe continentali | Coppe continentali | Coppe continentali | Altre coppe | Altre coppe | Altre coppe | Totale | Totale | Totale |
| Stagione        | Squadra           | Comp            | Pres       | Reti       | Comp            | Pres            | Reti            | Comp               | Pres               | Reti               | Comp        | Pres        | Reti        | Pres   | Reti   |        |
| --------------- | ----------------- | --------------- | ---------- | ---------- | --------------- | --------------- | --------------- | ------------------ | ------------------ | ------------------ | ----------- | ----------- | ----------- | ------ | ------ | ------ |
| 2019            | Brasil de Pelotas | PD/RS+B         | 0+22       | 2          | CB              | 0               | 0               |                    | -                  | -                  |             | -           | -           | 22     | 2      |        |
| 2020            | Brasil de Pelotas | PD/RS+B         | 4+3        | 0          | CB              | 2               | 0               |                    | -                  | -                  |             | -           | -           | 9      | 0      |        |
| 2020            | Botafogo-PB       | PD/PB+C         | 0+7        | 0          | CB              | 0               | 0               |                    | -                  | -                  |             | -           | -           | 7      | 0      |        |
| 2021            | Brasil de Pelotas | PD/RS+B         | 7+3        | 0          |                 | -               | -               |                    | -                  | -                  |             | -           | -           | 10     | 0      |        |
| 2021-2022       | Zorja             | PL              | 13         | 1          | CU              | 1               | 0               | UEL+UECL           | 2+3                | 0                  |             | -           | -           | 19     | 1      |        |
| Totale carriera | Totale carriera   | Totale carriera | 59         | 3          |                 | 3               | 0               |                    | 5                  | 0                  |             | -           | -           | 67     | 3      |        |